# Baldwinsville (New York)
Baldwinsville ist eine Gemeinde (Village) mit etwa 7.500 Einwohnern im Onondaga County im US-Bundesstaat New York.

## Geographie
Baldwinsville liegt in einem hügeligen Gebiet zwischen dem Ontariosee, den Finger Lakes und dem Oneida Lake. Südlich des Ortes erheben sich die Alleghenyberge. Die Gemeinde befindet sich am Seneca River, der durch den Ort fließt. Der Eriekanal, der zwischen Hudson River und Eriesee verläuft, ist über einen Teil seiner Strecke mit dem Seneca River identisch, und die 24. von 36 Schleusen des Kanals befindet sich in der historischen Innenstadt Baldwinsvilles.
Gemäß United States Census Bureau hat das Dorf eine Gesamtfläche von 3,2 Quadratmeilen (8,3 km²), von denen 3,1 Quadratmeilen (8,0 km²) auf Land und 0,2 Quadratmeilen (0,52 km²) oder 5,23 % auf Wasser entfallen.
Typisch für die Ebenen im Gebiet der Großen Seen sind abwechslungsreiche Böden und sanfte Hänge, die spezialisierte Landwirtschaft, Obst- und Gemüseanbau ermöglichen. Der „Lake Effect“ mildert die harten Winter, die es auf der Nordseite des Ontariosees gibt, führt aber zur höchsten Schneefalldichte in einem Ballungsraum in den USA. Der hohe durchschnittliche Niederschlag und Schneefall ist das Ergebnis der reichlichen Wasserressourcen. Diese klimatische Region wird von großen saisonalen Temperaturdifferenzen geprägt, typisiert durch warme bis heiße (und oft feuchte) Sommer und kalte (manchmal sehr kalte) Winter. Nach der Klimaklassifikation nach Köppen und Geiger hat Baldwinsville ein feuchtes Kontinentalklima des Typs „Dfb“ auf Klimakarten.

## Geschichte
Die Stadt ist nach Jonas Baldwin benannt, der sich 1808 in der Gegend niederließ und in den Folgejahren unter anderem einen Damm zur Energiegewinnung und eine Brücke über den Seneca River erbauen ließ. Rund um diese Infrastrukturprojekte bildete sich nach und nach ein Dorf, das zunächst unter verschiedenen Namen bekannt war und 1848 offiziell als Village registriert wurde.

## Flora und Fauna
Durch die internationale Schifffahrt auf dem Ontariosee wurde die invasive Wandermuschel im Seneca River heimisch, was signifikante Auswirkungen auf die Klarheit des Wassers und den Bewuchs mit Uferpflanzen hatte.

## Söhne und Töchter der Stadt
- Don Paige (* 1956), US-amerikanischer Mittelstreckenläufer
- Tim Connolly (* 1981), US-amerikanischer Eishockeyspieler
- Cristoval Nieves (* 1994), US-amerikanischer Eishockeyspieler